# Denis Kudrjavcev
Denis Aleksandrovič Kudrjavcev (in russo Денис Александрович Кудрявцев?; Čeljabinsk, 13 aprile 1992) è un ostacolista russo.

## Palmarès
| Anno | Manifestazione   | Sede    | Evento   | Risultato  | Prestazione | Note             |
| ---- | ---------------- | ------- | -------- | ---------- | ----------- | ---------------- |
| 2011 | Europei juniores | Tallinn | 400 m hs | Semifinale | 52"15       |                  |
| 2013 | Europei under 23 | Tampere | 400 m hs | Semifinale | 50"84       |                  |
| 2013 | Mondiali         | Mosca   | 400 m hs | Batteria   | 50"02       |                  |
| 2014 | Mondiali indoor  | Sopot   | 4×400 m  | 5º         | 3'07"12     |                  |
| 2014 | Europei          | Zurigo  | 400 m hs | Bronzo     | 49"16       |                  |
| 2015 | Mondiali         | Pechino | 400 m hs | Argento    | 48"05       | Record nazionale |
| 2015 | Mondiali         | Pechino | 4×400 m  | 8º         | 3'03"05     |                  |

## Altre competizioni internazionali
2015
- Campionati europei a squadre di atletica leggera ( Čeboksary)